# ایگور کاستیوکویچ
ایگور کاستیوکویچ (روسی: Игорь Юрьевич Кастюкевич ; زاده دسامبر ۱۹۷۶، ساراتوف) شخصیت سیاسی روسیه و معاون دومای دولتی هشتم است.
او در سال ۲۰۰۳ در بخش گسترش ورزش در وزارت سیاست‌گذاری جوانان، ورزش و گردشگری استان ساراتوف آغاز به کار کرد. او این پست را برای اینکه رئیس کانون ورزشهای رزمی در استان ساراتوف شود، ترک کرد. از سال ۲۰۰۸ تا ۲۰۱۱، او مدیریت مدرسه ورزشی کودکان و نوجوانان ساراتوف در هنرهای رزمی را بر عهده داشت. در سال‌های ۲۰۱۱–۲۰۲۰، او ریاست شورای ملی آیکیدو روسیه را بر عهده داشت. وی در سال ۲۰۱۷ به عنوان رئیس بخش پروژه‌های جوانان جبهه خلق روسیه منصوب شد. از سپتامبر ۲۰۲۱، او به عنوان معاون دومای دولت هشتم خدمت کرده‌است.
او یکی از اعضای دومای دولتی است که وزارت خزانه داری ایالات متحده در ۲۴ مارس ۲۰۲۲ در پاسخ به حمله روسیه به اوکراین در سال ۲۰۲۲ تحریم کرد.
در ۱۸ آوریل، پس از اشغال شهر توسط نیروهای روسی در ۲ مارس، کاستیوکویچ به عنوان شهردار واقعی خرسون منصوب شد.